# Tweede Hartense korenmolen
De watermolen Tweede Hartense Korenmolen  werd in 1853 gebouwd nadat de Hartense korenmolen uitsluitend als papiermolen werd gebruikt. De molen lag aan de Molenbeek (Renkum).
In 1855 werd een stoommachine bijgeplaatst om de productiviteit van de molen te vergroten. Door de aanleg c.q. uitbreiding van de papierfabriek Van Gelder Papier werd in 1895 de molen afgebroken.